# Jorge Valdés Díaz-Vélez
Jorge Valdés Díaz-Vélez. Escritor y diplomático mexicano nacido en Torreón, Coahuila, en 1955. Se le han otorgado el Premio Latinoamericano Plural, el Premio Nacional de Poesía Aguascalientes, el Premio Internacional de Poesía Miguel Hernández-Comunidad Valenciana y el Premio Iberoamericano de Poesía Hermanos Machado. Fue fundador y director de la Casa de la Cultura de Saltillo, Coahuila. Como Miembro de Carrera del Servicio Exterior Mexicano, al que ingresó por concurso público en 1993, fue jefe de cancillería en las embajadas de México en Marruecos y en Trinidad y Tobago, y cónsul alterno en el consulado general en Miami, Florida, Estados Unidos de América. Dirigió el Centro Cultural de México en Costa Rica y el Instituto de México en España. Ha servido en las embajadas en Argentina, España, Costa Rica, Cuba, Marruecos y Trinidad y Tobago. En la Secretaría de Relaciones Exteriores se ha desempeñado como director de Convenios y Programas, director de Difusión Cultural, y director de proyectos de las Actividades Conmemorativas de 2010 en el exterior. Es miembro honorario del Sistema Nacional de Creadores de Arte y miembro distinguido del Seminario de Cultura Mexicana.

## Obras
Es autor de los libros de poesía: 
- Voz temporal (La Habana, FCBC, 1985)
- Aguas territoriales (México, Universidad Autónoma Metropolitana, Colección Molinos de viento, 1988)
- Cuerpo Cierto (México, El tucán de Virginia, 1995)
- La puerta giratoria (México, Joaquín Mortiz-Planeta, 1998/ Verdehalago, Colección La centena, 2006)
- Jardines sumergidos (México, Colibrí, 2003)
- Cámara negra (México, Solar, Ediciones de El Ermitaño, Col. Minimalia erótica, 2005)
- Nostrum (—en colaboración con el artista plástico Aldo Menéndez—, Madrid, Arte y Naturaleza, 2005)
- Tiempo fuera (1988-2005) (Universidad Nacional Autónoma de México, 2007)
- Los Alebrijes (Madrid, Hiperión, 2007)
- Kilómetro cero (Saltillo, Coahuila, Universidad Autónoma de Coahuila, Col. siglo XXI, Escritores coahuilenses, 2009)
- Qualcuno va (—edición bilingüe español-italiano en traducción de Emilio Coco—,  Foggia, Bari, Sentieri Meridiani Edizioni,  2010)
- Otras horas (Santander, Cantabria, Quálea Editorial, 2010)
- Sobre mojado (Cáceres, Extremadura, Diputación Provincial de Cáceres e Institución Cultural El Brocense, Colección abeZetario, 2011)
- Mapa mudo (Sevilla, Andalucía, Fundación José Manuel Lara, Colección Vandalia, 2011)
- Herida sombra (Monterrey, Nuevo León, Posdata Editores, 2012)
- Nudista (Saltillo, Coahuila, Secretaría de Cultura del Estado, Colección Arena de poesía, 2014)
- Parque México (Sevilla, Andalucía, Editorial Renacimiento, 2018)
- Soledad en llamas (Torreón, Coahuila, Instituto Municipal de Cultura y Educación, Colección Viento y Arena, 2022)
- Los ojos del caballo (Valencia, Editorial Pre-textos, 2024)

## Premios y distinciones
Se le han otorgado en México el Premio Latinoamericano Plural (1985) y el Premio Nacional de Poesía Aguascalientes (1998), y en España el Premio Internacional de Poesía Miguel Hernández-Comunidad Valenciana (2007) y el Premio Iberoamericano de Poesía Hermanos Machado (2011). Es Miembro distinguido del Seminario de Cultura Mexicana y miembro honorario del Sistema Nacional de Creadores de Arte.

## Antologías
Parte de su obra está incluida, entre otras, en las antologías:
- Ruido de sueños /Noise of Dreams. Panorama de la Nueva poesía mexicana (México, El tucán de Virginia, 1995)
- La poesía y el mar (Madrid, Visor, 1998)
- Poesía en segundos (México, Cal y Arena, 2000)
- Cien años de sonetos en español (Madrid, Hiperión, 2000)
- La Coma de la Luna. Antología de poesía mexicana 1945-2003 (Bogotá, Común Presencia, 2005)
- Tigre la Sed. Poesía Mexicana Contemporánea 1950-2005 (Madrid, Hiperión, 2006)
- Antología Premio de Poesía Aguascalientes. 1968-2007. 40 años (México, CONACULTA-INBA-Instituto Cultural de Aguascalientes, 2008)
- El otro medio siglo (1950-2000). Antología incompleta de poesía iberoamericana (La Coruña, Edicións Espiral Maior/Auliga, 2009)
- Antologia della Poesia Messicana Contemporanea (Foggia, Bari, Sentieri Meridiani Edizioni, 2009)
- La poesía del Siglo XX en México (Madrid, Visor, 2009)
- Anders gezongen. Bloemlezing uit de Mexicaanse poëzie 1945-2003 (Lovaina, P. Leuven, 2010)
- Mexican Poetry Today: 20/20 Voices (Londres, Shearsman Books, 2010)
- Memoria poética de la Alhambra (Sevilla, Fundación José Manuel Lara, Colección Vandalia, 2011)
- Las dos hermanas. Antología de la poesía española e hispanoamericana del Siglo XX sobre pintura (Madrid, Fondo de Cultura Económica, 2011)
- La Semilla Desnuda. Poetas 90 poemas. Poesía Viva de México (México, Poetas en Construcción, CONACULTA-Instituto Mexiquense de Cultura, 2011)
- Jinetes del aire. Poesía Contemporánea de Latinoamérica y el Caribe (Santiago de Chile, RIL Editores, 2011/Quito, Universidad Central del Ecuador, 2011/Monterrey, Universidad Autónoma de Nuevo León, 2012)
- Vientos del siglo. Poetas mexicanos 1950-1982 (México, Universidad Nacional Autónoma de México, 2012)
- Dalla parola antica alla parola nuova. Ventidue poeti messicani d´oggi (Rimini, Raffaelli Editore, 2012)
- Poesía mexicana. Antología esencial (México, Secretaría de Educación Pública, Colección Espejo de Urania/Visor, 2013)
- Poesía ahora, nueva poesía coahuilense (Saltillo, Atemporia, 2014)
- Antología General de la Poesía Mexicana. Poesía del México actual. De la segunda mitad del siglo XX a nuestros días (México, Océano, 2014)
- Ανθολογια μεξικανικησ ποιησησ (Heraklion, Creta, Mystis Editions, 2015)
- Antología bilingüe español-árabe de poesía mexicana (1954-1959) (Rabat, Instituto de Estudios Hispano Lusos, Universidad Mohamed V, Marruecos, 2017)
- Las etapas del día. 50 años del Premio Bellas Artes de Poesía Aguascalientes (1968-2018). (México, ICA-Fraguas-FCE, 2018)
- A mi trabajo acudo, con mi dinero pago. Poesía y dinero. Antología poética desde el Arcipreste de Hita hasta la actualidad. (Madrid, Vaso Roto Ediciones, 2019)
- Con-versatorias III. (México, Ediciones Eternos Malabrares, 2020)
- El lejano oriente en la poesía mexicana (México, Universidad Nacional Autónoma de México / Universidad Autónoma de Sinaloa / Universidad Autónoma de Nuevo León / Vaso Roto Ediciones, 2023)
- Hacia un azul imposible (México, El tapiz del unicornio, 2023)
- La sombra de Drácula. Antología de poemas vampíricos (Madrid, Reino de Cordelia, 2024)
- Una voz para dos tierras. Antología poética de México y España (Granada, Dauro, 2024)
- Cantos mestizos. Antología poética (México, Oxeda, 2024)

Ha sido traducido al árabe, francés, griego, italiano, portugués, neerlandés, rumano e inglés.